# Great Scott
Great Scott è un'opera del 2015 con musica di Jake Heggie su libretto di Terrence McNally.

## Storia
In una produzione con protagonista il mezzosoprano Joyce DiDonato, Great Scott ha debuttato alla Winspear Opera House di Dallas, in Texas, il 30 ottobre 2015. È stata una delle tre opere commissionate dalla Dallas Opera nel 2015.
Una prima della West Coast di Great Scott della San Diego Opera è stata inaugurata il 7 maggio 2016.